# Guerstling

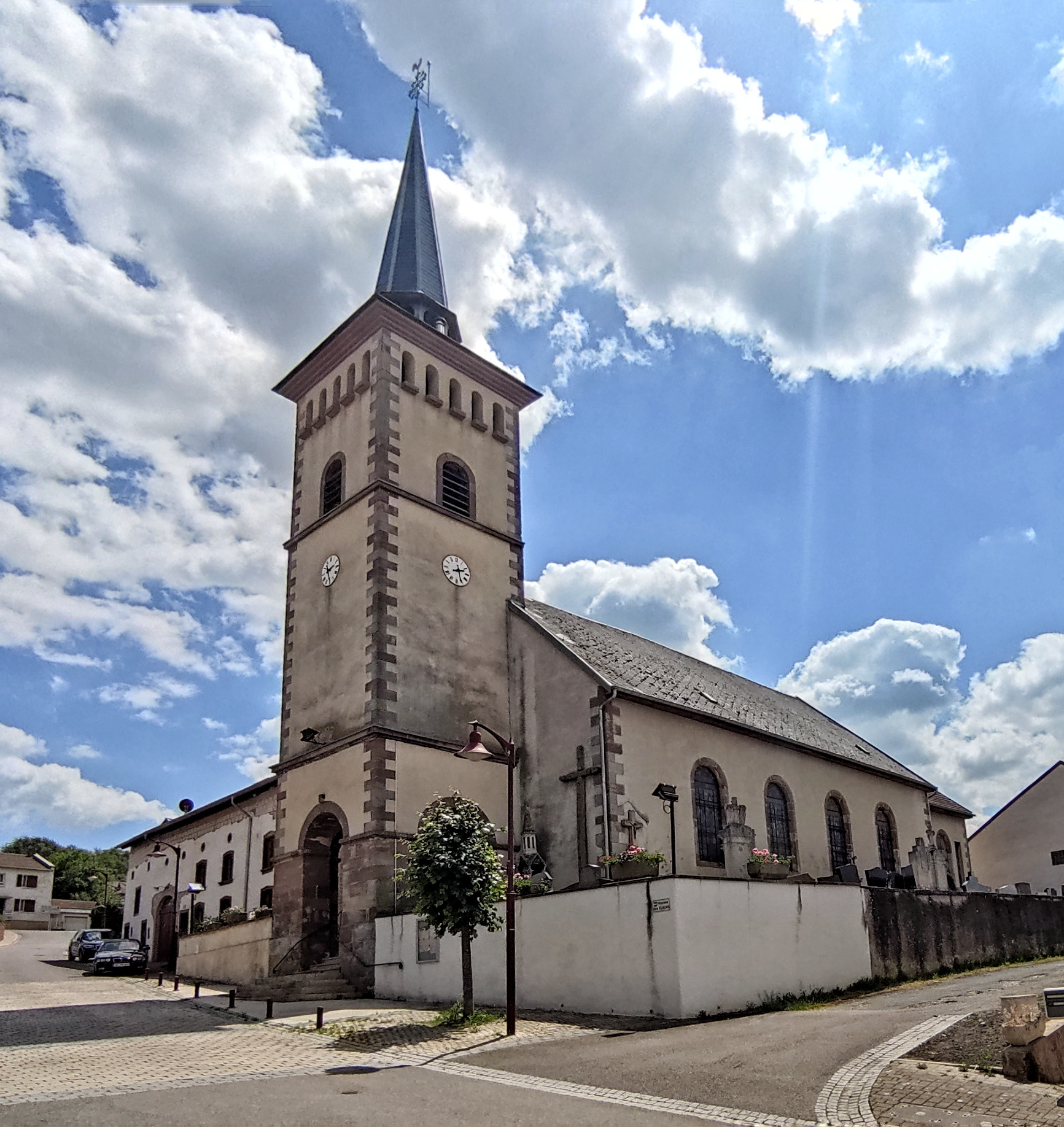
Kirche St. Maurice

Guerstling (deutsch Gerstlingen, früher Gertlingen) ist eine französische Gemeinde mit 367 Einwohnern (Stand 1. Januar 2022) im Département Moselle in der Region Grand Est (bis 2015 Lothringen).

## Geographie
Die Gemeinde liegt in Lothringen auf einer Anhöhe des rechten Niedufers an der deutsch-französischen Grenze, in Nachbarschaft des saarländischen Niedaltdorf, etwa 42 Kilometer nordöstlich von Metz, zwanzig Kilometer nordnordöstlich von Boulay-Moselle (Bolchen)  und fünf Kilometer nordöstlich von Bouzonville (Busendorf).
Zur Gemeinde gehört der an der Nied liegende Weiler Niedwelling (Niedwellingen).

## Geschichte
Der Ort gehörte früher zum Herzogtum Lothringen im Heiligen Römischen Reich und  wurde 1283 erstmals als Guerselanges erwähnt. Weitere Ortsbezeichnungen waren Gerselinga (1544), Görselingen an der Nied (1555), Gerstlingen sur la Nied (1600), Guerchelin (1742) und Gersling (1779).
Durch den Frankfurter Frieden vom 10. Mai 1871 kam das Gebiet an das deutsche Reichsland Elsaß-Lothringen, und das Dorf wurde dem Kreis Bolchen im Bezirk Lothringen zugeordnet. Die Dorfbewohner betrieben Getreidebau und Viehzucht.
Nach dem Ersten Weltkrieg musste die Region aufgrund der Bestimmungen des Versailler Vertrags 1919 an Frankreich abgetreten werden. Im Zweiten Weltkrieg war die Region von der deutschen Wehrmacht besetzt.

### Bevölkerungsentwicklung
| Jahr      | 1962 | 1968 | 1975 | 1982 | 1990 | 1999 | 2006 | 2019 |
| Einwohner | 337  | 361  | 348  | 326  | 303  | 343  | 358  | 395  |

## Sehenswürdigkeiten
- Kirche St. Maurice, 1830 errichtet